# وارگا، مجارستان
وارگا، مجارستان (به مجاری:  Varga, Hungary) یک سکونتگاه مسکونی در مجارستان است که در بارانیا واقع شده‌است.

## خصوصیات
وارگا ۸٫۳۶ کیلومترمربع مساحت و ۱۴۰ نفر جمعیت دارد.